# The Wild Rover
The Wild Rover (Roud 1173) er en populær folkesang hvis oprindelse der er en del tvivl om.
Ifølge Professor T.M. Devine, der har skrevet bogen "The Scottish Nation 1700 – 2000" (Penguin, 2001), er sangen skrevet som en afholdenhedssang. 
Dette ville betyde, at den ikke kan være skrevet før 1829 . Sangen er trykt i bogen "The American Songster", udgivet i USA af W.A. Leary i 1845, og spredte sig fra Skotland til Amerika via afholdsbevægelsen. Der findes endnu en, i USA trykt, version i "Forget-Me-Not Songster" (c 1850), udgivet af Locke.
En alternativ historie om sangen foreslås af eksistensen af en samling ballader, tidsbestemt til mellem 1813 og 1838, der findes i Bodleian biblioteket. Udgiveren, Catnach, lå i "7 Dials", London. Bodleian samlingen indeholder "The Wild Rover" . Greig-Duncan samlingen indeholder ikke mindre end seks versioner af sangen. Den blev udarbejde af Gavin Greig 1848 – 1917.
Den anses normalt mere som en drikkevise end en afholdssang. Den er blevet meget populær i Skotland og England. I Storbritannien er sangen specielt populær blandt sportsfan og er blevet brugt i en del fodbold slagsange. Sangen er et hovednummer for folk der optræder med live musik i irske pubs.
Tekst

I've been a wild rover for many's the year,

and I spent all me money on whiskey and beer.

And now I'm returning with gold in great store,

and I never will play the wild rover no more.
(Omkvæd):

And it's no, nay, never! No, nay, never, no more,

will I play the wild rover. No (nay) never no more!

I went to an alehouse I used to frequent,

and I told the landlady me money was spent.

I asked her for credit, she answered me "nay,

such a custom as yours I could have any day".
(Omkvæd)
I took from me pocket ten sovereigns bright,

and the landlady's eyes opened wide with delight.

She said "I have whiskeys and wines of the best,

and the words that I told you were only in jest".

(Omkvæd)
I'll have none of your whiskeys nor fine Spanish Wines,

For your words show you clearly as no friend of mine.

There's others most willing to open a door,

To a man coming home from a far distant shore.

(Omkvæd)

I'll go home to me parents, confess what I've done,

and I'll ask them to pardon their prodigal son.

And when they've caressed me as oft times before

then I never will play the wild rover no more.

(Omkvæd)

## Optræden
Når sangen opføres live, f.eks. på en pub, er det en skik blandt publikum at slå i bordet eller klappe med hænderne i takt fire gange i pausen i omkvædet, således:
And it's no, nay, never (klap – klap – klap – klap) no, nay, never, no more... I pausen råbes der nogle gange "lift up your kilts" (løft op i jeres kilt) i takt til klappene. I Irland erstattes dette med "rise up your pints!" (løft jeres øl) og alle rejser deres glas og skåler til råbet.

## Indspilninger
Utallige populære sangere og bands har indspillet sangen bl.a.
- The Seekers
- The Dubliners
- The Pogues, på deres debutalbum Red Roses For Me
- Johnny Logan på The Irish Connection

## Variationer
Værtindens linje: 
and the words that I/you told you/me were only in jest
erstattes tit med enten: 
and I'll take you upstairs and I'll show you the rest, and the whores on the floor'll take care of the rest.
eller: 
then she opened her blouse, and she showed me her chest. 
Andre synger den sidste linje som: 
I'll go out and I'll play the wild rover once more!

## På dansk
Den danske tekst er skrevet af Jens Memphis Nielsen
Den er bl.a indspillet af De Gyldne Løver. Den bliver også ofte spillet i Bakkens Hvile på Dyrehavsbakken samt ved diverse festligheder rundt omkring i landet. 
Den danske teksts første vers:
Jeg har været på valsen, men nu er det slut, 
med at bruge hver øre på damer og sprut, 
så nu vender jeg hjemad med masser af mønt, 
for det'r sket med det liv og et andet begyndt. 
Nu'r det slut med at ture (åh-åh-åh) med at ture min ven, 
nu ta'r jeg aldrig mere på valsen igen. 

## Trivia
I 1982 satte de to tyske komikere Klaus & Klaus en tysk tekst til sangen, så melodien nu oftere refereres til som "An der Nordseeküste" (Ved kysten af Nordsøen) i Tyskland, end "Wild Rover".
Op til folkeafstemningen i Norge om medlemskab af EU i 1994, brugte unge modstandere en mindre modificeret udgave af sangens omkvæd: "We say no to EU, no, no never at all, shall we join up with EU, no never at all!" (oversat til engelsk).